# Tibellus septempunctatus
Espèce
Tibellus septempunctatus est une espèce d'araignées aranéomorphes de la famille des Philodromidae.

## Distribution
Cette espèce est endémique de Guinée. Elle se rencontre vers Kouroussa.

## Description
Le mâle décrit par Van den Berg et Dippenaar-Schoeman en 1994 mesure 6,0 mm.

## Publication originale
- Millot, 1942 : Les araignées de l'Afrique Occidentale Français: Thomisidae. Mémoires de l'Académie des Sciences, Paris, sér. 2, vol. 65, p. 1-82.